# Spanyol helyesírás

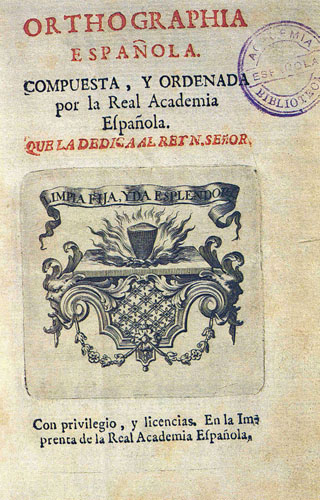
Az Orthographía española 1741-ből

Spanyol helyesíráson a Spanyol Királyi Akadémia (a továbbiakban: Akadémia) által készített normatív helyesírási szabályok összességét értjük, amely az egész spanyol nyelvterületre kiterjedően egységes. A spanyol nyelv története során a helyesírás számos változáson ment át, azonban eléggé jól alkalmazkodott a kiejtéshez, és viszonylag kevés benne a következetlenség. Így nagymértékben hangjelölő (fonetikus), kisebb mértékben történeti (például a franciáéval szemben).

## Történeti fejlődése
Az első akadémiai normatív szabályozás 1741-ben készült Orthographía española címen, elektronikus változata megtekinthető a Cervantes Virtuális Könyvtár weboldalán. A jelenleg érvényben lévő, 2010-es kiadású szabályzatot már a Spanyol Nyelvi Akadémiák Egyesülete készítette, és az 1999-es kiadáshoz képest sokkal bővebb és alaposabb, lefedve az eddig nem szabályozott kérdéseket.
Egyes nyelvújítók a következetlenségek teljes felszámolása érdekében próbálkoztak radikális helyesírási reformok bevezetésével is – mint például a C és a QU használatának eltörlése, és helyettük a K alkalmazása minden helyzetben –, azonban e reformok, bár akadt az irodalomban néhány követőjük, nem voltak széles körben elfogadottak és túl hosszú életűek.
Ebben a szócikkben az alapvető spanyol helyesírási szabályok olvashatóak, különös tekintettel a magyar szabályoktól való eltérésekre, valamint ismertetjük az érvényben lévő akadémiai helyesírási kiadványt is. A cikkben szereplő példákban, szükség esetén a helytelen írásmód(ok)ra való utalást az előtte lévő csillag jelzi.

## Az ábécé
A spanyol ábécé a latin ábécé módosult változata. A latinban nem létező három hang jelölésére két digráfot (CH, LL), valamint egy diakritikus jellel ellátott betűt (Ñ) vezettek be (az utóbbi külön betűnek számít az ábécében); ugyanakkor a H ma semmilyen hangnak nem felel meg (legalábbis a sztenderd nyelvváltozatokban), míg a J és a Z a modern spanyolban szintén eltávolodott a történeti kiejtéstől, két betűt (K, W) pedig kizárólag idegen vagy görög eredetű szavakban használnak. A teljes ábécé így a következő 27 betűből áll:

A a, B b, C c, D d, E e, F f, G g, H h, I i, J j, K k, L l, M m, N n, Ñ ñ, O o, P p, Q q, R r, S s, T t, U u, V v, W w, X x, Y y, Z z.

A CH és LL digráfok egy-egy külön hangot jelölnek, de a 2010-es helyesírási reform óta nem számítanak külön betűknek már az ábécében sem, nem csak a szótárakban és lexikonokban a besorolás szempontjából. A betűk neveinek helyesírása: a, be, ce, de, e, efe, ge, hache, i, jota, ka, ele, eme, ene, eñe, o, pe, cu, erre, ese, te, u, uve, uve doble (Mexikóban doble u), equis, ye (hagyományosan i griega ’görög i’), zeta. Egyes betűknek több neve is van, itt az elsődleges – és általánosan használt – nevüket tüntettük fel.

## Egyes betűk használata

### A jelentésmegkülönböztető és etimológiai írásmód
Bizonyos betűknek a mai spanyolban megkülönböztető hangértéke már nincsen, ezeket a helyesírás csak etimológiai-történeti hagyományokból tartotta meg (vagyis, hogy az íráskép közelebb álljon a megfelelő latin szó írásmódjához, vagy az egykori kiejtéshez), írásban viszont képesek jelentéseket megkülönböztetni. A spanyol anyanyelvűeknek gyakran okoz gondot e betűk helyes alkalmazása, ezért ennek a spanyol helyesírási szabályzatok külön fejezetet szoktak szentelni. A leggyakoribb tévesztések és rossz beidegződések az alábbi betűk használatával kapcsolatosak.
- B, V – mindkét betű hangértéke azonos (vagyis mindkettőt ejthetik a hangkörnyezettől függően b-szerűen és v-szerűen egyaránt, viszont ugyanabban az adott környezetben egyformán hangzanak): például tubo (< TUBUS) ’cső’ és tuvo (< tener) ’neki volt’, mindkettő ejtése kb. ’tuwo’.
- H – a sztenderd nyelvváltozatokban ma már semmilyen hangot nem jelöl. Szó elején bizonyos latin mássalhangzók (F-, G-, H-) nyomát jelzi, amelyek a kiejtésben elvesztek: például hecho (< FACTU) ’(meg)csinált, kész’, vö. echo (< IACTO) ’dobok, hajítok, vetek’, hermano (< [FRATER] GERMANUS) ’testvér’, hora (< HORA), ’óra (időegység)’, ha (< HABET) segédige, vö. a (< AD) elöljárószó stb. Ettől függetlenül is, mindig néma H-val írandók az ie, ua, ue, ui kettőshangzókkal kezdődő szavak: hielo (< GELU) ’jég’, huérfano (< ORPHANUS) ’árva’ (vö. orfanato ’árvaház’) stb.
- LL, Y – magánhangzók előtt/között a köznyelvben ma már gyakorlatilag teljesen azonosan ejtik mindkettőt (lásd: yeísmo): például halla (< AFFLAT) ’talál, lel’ és haya (< HABEAT) segédige, valla (< VALLA) ’kerítés’ és vaya (< VADIAT) ’menjen’ stb.
- S, C, Z – latin-amerikai beszélőknek bizonyos szavakban gondot okoz e három betű használata (lásd: seseo), ugyanis az S, Z és e, i előtt a C azonosan hangzanak (szemben a spanyolországi megkülönböztető nyelvváltozatokkal): például casa (< CASA) ’ház’ és caza (< *CAPTIARE) ’vadászat’, ciento (< CENTUM) ’száz’ és siento (< SENTIO) ’érzek’ stb. A Z néhány szó kivételével – köztük a betű neve: zeta – E, I előtt nem állhat.

### A flexió során előforduló helyesírási változások
Hangmegfelelések helyesírása összefoglalva
- que, qui, ca, co, cu – [ke, ki, ka, ko, ku]
- gue, gui, ga, go, gu – [ge, gi, ga, go, gu]
- cue, cui, cua, cuo – [kwe, kwi, kwa, kwo]
- güe, güi, gua, guo – [gwe, gwi, gwa, gwo]
- ce, ci, za, zo, zu – [θe/se, θi/si, θa/sa, θo/so, θu/su]
- ge / je, gi / ji, ja, jo, ju – [xe, xi, xa, xo, xu]

A flexió, vagyis az alakváltoztatás, igeragozás során a tővégi mássalhangzó általában változatlan marad, azonban azt különböző hangkörnyezetekben más-más betűkkel jelölhetik, így ezen alakok írása módosul. Ezek a módosulások az alábbi betűkre érvényesek:
- C, QU – a ’k’ hangot A, O, U előtt a C, E, I előtt a QU kapcsolat jelöli: például explico ’magyarázok’ és expliqué ’magyaráztam’.
- C, Z – az E és I előtti C-nek A, O, U előtt Z felel meg: például comienza ’kezdődik’, comience ’kezdődjön’; venció ’győzött’, venza ’győzzön!’, luz ’fény’ és luces ’fények’.
- G, J – az E és I előtti G-nek A, O, U előtt J felel meg: például dirijo ’irányítok’ és dirigen irányítanak. Ez a szabály fordítva nem érvényesül, ugyanis a J állhat E, I előtt is, tehát azoknál igéknél, amelyek szótári alakjában a tőmássalhangzó J, azt írásban is végig megőrzik: például trabaja ’dolgozik’ és trabaje ’dolgozzon!’.
- G, GU – a ’g’ hangot A, O, U előtt a G, és E, I előtt a GU kapcsolat jelöli: például pagan ’fizetnek’ és paguen ’fizessenek!’.
- GU, GÜ – a ’gw’ hangot A, O, U előtt a GU kapcsolat, E, I előtt a GÜ kapcsolat jelöli: például averiguamos ’kitaláljuk’, averigüemos ’találjuk ki!’.
- I, Y – a ’j’ félhangzó I-vel írandó mássalhangzó és magánhangzó között, Y-nal a szó végén; szó elején magánhangzó előtt, valamint két magánhangzó között – néhány kivételtől eltekintve (például ion, paranoia) – csak az Y állhat: például rey ’király’, reina ’királynő’, reyes királyok; ir ’járni’, yendo ’járva’.

### Az egyszerűsített írásmód
Bizonyos szavaknak kétféle elfogadott írásmódja is létezik: egy etimológiai, illetve egy, a mai köznyelvi kiejtéshez közelebb álló egyszerűsített. Ezen ingadozás főleg néhány szó eleji képzőt érint (az Akadémia által ajánlott írásmód áll elsőként, zárójelben pedig az elfogadott):
- B – az obs-, illetve subs- képzőkben mássalhangzó előtt egyes szócsaládokban kiesik: oscuro (obscuro) ’sötét’, oscuridad (obscuridad) ’sötétség’; suscribirse (subscribirse) ’feliratkozni’; sustancia (substancia) ’anyag’, sustantivo (substantivo) ’főnév’ stb.
- N – a trans- képzőben bizonyos szavakban kieshet: transcribir (trascribir) ’átírni’, transformar (trasformar) ’átalakítani’ stb.; trascendencia (transcendencia) ’jelentőség’.
- P – az escribir ’írni’ ige képzős származékainak szenvedő melléknévi igenevénél Argentínában és Uruguayban az etimológiai (-pto), máshol az egyszerűsített (-to) írásmód használatos: circunscrito (circunscripto) ’körülírt’, descrito (descripto) ’leírt’, transcrito (transcripto) ’átírt’ stb.

## A kis- és nagybetűk használata
A kis (minúsculas) és nagy kezdőbetűk (mayúsculas) használata alapvetően megegyezik a magyar szabályokkal. Az általános alapelv, hogy a tulajdonneveket nagy kezdőbetűvel, míg a közneveket kisbetűvel kell írni. Néhány irányadó szabály az alábbiakban olvasható.

### Nagy kezdőbetűvel írandók
- A tulajdonnevek, személynevek és földrajzi nevek. Amennyiben a tulajdonnév része a határozott névelő, úgy az is nagybetűvel írandó, és nem vonódik össze az elöljárószókkal: soy de El Salvador ’El Salvador-i vagyok’. (Nem tévesztendő ez össze azzal az esettel, amikor a tulajdonnevet névelővel szokás használni, de a névelő nem a név része: los Estados Unidos ’az Egyesült Államok’.) Az összetett földrajzi nevek tulajdonnévi része: la ciudad de México ’Mexikóváros’, océano Atlántico ’Atlanti-óceán’, mar Mediterráneo ’Földközi-tenger’ stb.
- Személyek ragadványneve (például Alfonso el Sabio ’Bölcs Alfonz’), illetve jelzői, amikor megszemélyesítésként vagy kiemelésként használatosak (például la Mexicana ’a[z a bizonyos] mexikói nő’).
- A tantárgyak neve: la Biología, la Física, la Psicología stb. (A szakterületek, tudományok neve kisbetűvel írandó, kivétel a tudományos, szakmai szövegekben, életrajzokban: licenciado en Arquitectura.)
- Az ünnepek, „kitüntetett” napok, valamint a történelmi korok, események neve; amennyiben ezek többtagúak, akkor minden tagjuk az elöljárószók, névelők kivételével (például el Día de la Independencia, los Reyes Magos, la Antigüedad, el Medievo, la Reconquista stb.).
- Az intézmények, szervezetek, csoportok nevének minden eleme az elöljárószók, névelők kivételével: Instituto Nacional de Antropología e Historia ’Nemzeti Antropológiai és Történeti Intézet’, No Es Culpa Nuestra.
- A bolygók és csillagképek nevében a főnevek és melléknevek: el Júpiter, la Osa Mayor stb. A magyarhoz hasonlóan a luna ’hold’, a sol ’nap’ és a tierra ’föld’ csak csillagászati értelemben írandók nagy kezdőbetűvel, amikor az égistest nevét jelölik: La Tierra orbita alrededor del Sol ’A Föld a Nap körül kering’, de: La leyenda del sol y la luna ’A nap és a hold legendája’ (mexikói monda).
- Bármely emberi műalkotás (könyv, újság, film, zeneszám, televíziós és rádiós műsor stb.) címének első eleme; az összes többi elem kisbetűs, a címben szereplő tulajdonnevek kivételével: Entre el mar y una estrella ’A tenger és egy csillag közt’, Informe semanal ’Heti Beszámoló’, Luz y sombra ’Fény és árnyék’, Últimas tardes con Teresa ’Utolsó esték Teresával’. (Latin-Amerikában – angol hatásra – terjed a címek összes elemének nagy kezdőbetűs írása, ez azonban helytelen.)
- A folyóiratok, periodikus kiadványok (újságok, magazinok), gyűjteményművek neveinek minden fontos eleme (az elöljárószók és névelők kivételével): El Nuevo Diario ’Az Új Napló’.
- A hivatalos dokumentumok (törvények, jogszabályok, határozatok stb.) címében valamennyi főnév és melléknév: Declaración Universal de los Derechos Humanos ’Emberi Jogok Egyetemes Nyilatkozata’, Ley Orgánica de la Administración Pública Federal ’Alkotmánykiegészítő törvény a szövetségi közigazgatásról’, Real Decreto 125/1983 ’125/1983. Királyi rendelet’.
- Az Estado ’állam’ főnév (megkülönböztetésül az estado ’állapot, helyzet’ köznévtől), valamint – amennyiben egy adott intézményre utalnak – a Gobierno ’kormány’, Iglesia ’egyház’, Parlamento ’országgyűlés’ főnevek.

### Kisbetűvel írandók
- a mellékneves földrajzi felszínformák, félszigetek nevei:[2] península ibérica ’Ibériai-félsziget’, meseta castellana ’Kasztíliai-felföld’. (Nem tartoznak ide azok a földrajzi nevek, melyek bár melléknév alakúak, de melléknév a földrajzi terület egyedi azonosítására szolgál, tehát tulajdonnévnek minősül: pl. islas Canarias ’Kanári-szigetek’, mar Cantábrico ’Kantábriai-tenger’).
- A hét napjai (például lunes, martes, miércoles stb.), a hónapok, évszakok neve (például febrero ’február’, primavera ’tavasz’).
- A foglalkozások, tisztségek, titulusok (például profesor ’tanár’, rey ’király’, ministro ’miniszter’ stb.), akkor is, ha egy-egy konkrét személyre utalnak.
- Az országnévből képzett melléknevek: colombiano ’kolumbiai’, mexicano ’mexikói’.
- Az égtájak nevei (norte, sur, este, oeste), kivétel, ha földrajzi név részét képezik (América del Norte, Corea del Sur).
- A magyartól eltérően spanyolul soha nem írják nagy kezdőbetűvel a személyes névmásokat, valamint az ’úr/asszony’ jelentésű szavakat, még udvariasságból vagy megszólításban sem (például tú, usted, señor stb.), kivétel istenségek vagy Szűz Mária vonatkozásában. (Nagybetűsek viszont ezek rövidítései: Sr., Sra. vagy Sr.a, Ud. vagy – régiesen – Vd. stb. Levélben, megszólításkor is – a személy-/tulajdonnéven kívül – csak az első szó nagybetűs, például Estimado señor: …)

## Az ékezet használata
Az ékezetet (la tilde vagy el acento gráfico) kétféle célra használja a spanyol helyesírás:
- a szóhangsúly jelölésére, valamint
- szavak jelentésének megkülönböztetésére (ún. tilde diacrítica).

E két eset tulajdonképpen szoros összefüggésben van egymással, csak míg az elsőben a hangsúly helyét, addig a másodikban a jelentésmegkülönböztető hangsúly tényét jelöli (lásd később). A spanyolban egyféle ékezet létezik, ez pedig az ún. éles ékezet (acento agudo), amely jobbra dől ( ´ ), mint a magyarban. Helytelen az olyan írásmód, amely balra dőlő ékezetet használ, mint az olaszban (például *canciòn).

### A hangsúly jelölésének szabályai
A spanyolban az alapszavak hangsúlya az utolsó három szótag valamelyikére (melyek közül leggyakoribbak a másodélesek), az összetett szavaké bármelyik szótagra eshet; az ékezési szabályok a „gazdaságosság elvén”, azaz a statisztikai gyakoriságokat kihasználó nyelvi konvención alapulnak (azaz adott végződésű szavak leggyakoribb hangsúlyozását nem jelölik). A 2010-es akadémiai helyesírási reformmal bevezetett alapelvek által a hangsúly jelölése mára teljesen egyértelművé és következetessé vált. A hangsúlyos magánhangzót ékezettel jelöli a helyesírás:
Összefoglalva
A hangsúlyt ékezettel jelöli a helyesírás, kivétel:
- a magánhangzó, illetve a mgh.+n és a mgh.+s végződésű másodéles szavakban;
- az egyéb mássalhangzóra végződő véghangsúlyos szavakban.

- azokban a véghangsúlyos szavakban, amelyek magánhangzóra, vagy magánhangzó + n vagy s-re végződnek: canté ’énekeltem’, canción ’dal’, autobús stb.
- azokban a másodéles (utolsó előtti szótagon hangsúlyos) szavakban, amelyek – a fentebb említett kivételekkel – mássalhangzóra végződnek: álbum, carácter, cónsul, Pérez, ultimátum stb.
- a harmadéles szavakban, és minden olyan összetett szóban, amelyek hangsúlya az utolsó előtti szótagnál még előbbire esik: fantástico, pregúntaselo, últimamente stb.
- a fenti szabályoktól függetlenül mindig, ha a hangsúlyos magánhangzó a, e, o környezetében lévő i vagy u, beleértve azt is, amikor a két magánhangzó között írásban néma h áll: quería, leías, actúan, laúd, prohíbo, búho stb.

Ha a hangsúly kettős- vagy hármashangzóra esik, akkor az ékezetet – a fenti szabályok figyelembevételével – mindig a nyílt vagy központi magánhangzóra, az ui esetében pedig az i-re kell kitenni: náusea, cuándo, dieciséis, quiérela, estudiáis, cuídense stb.
Az ékezetet a nagybetűkre is ki kell tenni: Los Ángeles, GRAMÁTICA. (Tévhit, hogy a nagybetűkre nem kell az ékezetet kitenni, a Spanyol Királyi Akadémia soha nem hozott ilyen szabályt. A rossz szokás abból az időből terjedhetett el, amikor a nyomdatechnika még nem tette lehetővé a nyomtatott nagybetűk ékezését, és Hispano-Amerikában mindmáig él, olyannyira, hogy gyakran a sajtóban és a médiában sem tesznek ékezetet a nagybetűkre.)
Léteznek olyan szavak, amelyeknek kétféle elfogadott hangsúlyozása van, ezek esetében értelemszerűen arra az alakváltozatra kell kitenni az ékezetet, amely a fenti szabályok szerint megköveteli (a példákban az Akadémia által ajánlott alak áll elsőként): austríaco~austriaco (és minden vele azonos képzésű szó: -íaco~-iaco), ibero~íbero, Rumanía~Rumania, video~vídeo stb.

### A jelentésmegkülönböztető ékezet
Az ékezetet jelentésmegkülönböztetésre használják olyan azonos alakú minimális szópárok esetében, amelyek közül az egyik szó a beszédben hangsúlytalanul, míg a másik hangsúlyosan fordul elő (értelemszerűen ilyenkor a hangsúlyosan használt szó kap ékezetet). Többnyire nyelvtani segédszókról van szó, amelyek lehetnek csupán azonos alakúak, de más-más eredetűek (például si és sí), vagy azonos eredetűek, de más-más funkcióban használtak (például el és él). Ezek a minimális szópárok az alábbiak:
| aun | (=aunque) ’(ha)bár’, ’még ha … (akkor) is’                            | aún | ’még’ (< ADHŪC)                                  |
| de  | ’-ból, -ből; -ról, -ről; -tól, -től’, birtok stb. (< DĒ; elöljárószó) | dé  | ’adjon’ (< DET; →dar)                            |
| el  | ’a, az’ (határozott névelő)                                           | él  | ’ő’ (névmás; < ILLE)                             |
| mas | ’de, azonban’                                                         | más | ’több, többé’, ’inkább’ (→mucho; < MAGIS)        |
| mi  | ’az én …-m’ (< MEUS, MI; birtokos determináns, →mío)                  | mí  | ’én’ (< MIHI, MĪ; abl., →yo)                     |
| se  | ’magát/magukat, magának/maguknak’ (< SĒ; visszaható névmás)           | sé  | ’tudom’ (→saber); ’legyél’ (→ser)                |
| si  | ’ha’ (< SĪ)                                                           | sí  | ’igen’ (< SĪC); ’saját maga’ (< SIBI; abl., →se) |
| te  | ’téged, neked’ (< TĒ; acc., dat., →tú)                                | té  | ’tea’                                            |
| tu  | ’a te …-d’ (< TUUS; birtokos determináns, →tuyo)                      | tú  | ’te’ (< TŪ; nom., voc.)                          |

A fentieken kívül a kérdő- és felkiáltó névmásokat ékezettel különböztetik meg a vonatkozóktól, mivel a vonatkozó névmások hangsúlytalanok: cuándo ’mikor’ és cuando amikor, dónde hol és donde ’ahol’, qué ’mi, mit, miféle, milyen stb.’ és que ’ami, aki, hogy (kötőszó)’ stb.

### Az ékezet használatát érintő helyesírási reformok
Az ékezetek használata több reformon ment át a helyesírás története során. A szabályozásra legelőször 1726-ban tértek ki az első akadémiai értelmező szótár Discurso proemial de la Orthographia de la lengua castellana című részében. Ekkor még a latin nyelv szótagtörvényeinek mintájára próbálták az ékezetek használatát szabályozni, ez azonban teljesen következetlennek, sokszor érthetetlennek bizonyult. Tizenöt évre rá, az 1741-ben kiadott első akadémiai helyesírás szintén szabályozta az ékezethasználatot, ám ez is merőben eltért a jelenlegi normától.
Ami az utolsó évtizedek változásait illeti, egy ideig minden magánhangzóra vagy kettőshangzóra végződő egyszótagú szót ékezettel írtak függetlenül attól, hogy volt-e jelentésmegkülönböztető szerepe vagy sem (á, fé, fué, dió, vió stb.). 1952-ben a Spanyol Királyi Akadémia ezt a következetlenséget megszüntette, így ezek az alakok ma már ékezet nélkül írandók (bár Latin-Amerikában lassú volt az átállás, így ott sokan még ma is ékezettel írják őket).
Az 1999-es szabályozás újabb reformot vezetett be, amely szerint az i/u + a/e/o kapcsolata a helyesírás szempontjából minden esetben kettőshangzónak számít, így az azelőtti guión, huí, lié, rió stb. alakokat ma ékezet nélkül ajánlott írni; mindazonáltal, az Akadémia megengedte az ékezetes írásmódot is „ha a beszélő úgy érzi, hogy e szavakat nem kettőshangzóval, hanem hangűrrel ejti”, ami által kétszótagú véghangsúlyos szavakká válnak, s így a hangsúlyozás alaptörvénye szerint ékezendők. A 2010-es reform viszont „a hangsúly egyértelmű jelölésének elve”, valamint azon elv alapján, hogy „az ékezet nem hivatott jelölni egy magánhangzó-kapcsolat egyazon, vagy különböző szótagokhoz való tartozását”, ezt az opcionális ékezhetőséget megszüntette. Következésképpen ezek a szavak helyesírásilag mindig egyszótagúnak számítanak, függetlenül attól, hogy a beszélők hogy ejtik őket, s mivel az ékezet minden esetben a hangsúlyt jelöli – és a hangsúly e szavak esetében, szótagszámtól függetlenül is mindig ugyanoda esik –, ezért ezentúl e szavak mindig ékezet nélkül írandók, abban az esetben is, ha a magánhangzósorba néma h ékelődik: truhan /truán/.
A 2010-es reform a solo (=solamente) ’csak’ határozószó, az önállóan használt hím- és nőnemű mutató névmások (este, esta, estos, estas, ese, esa, esos, esas, aquel, aquella, aquellos, aquellos), valamint a számok közötti o ’vagy’ kötőszó ékezetét az „a hangsúly egyértelmű jelölésének elve” alapján szintén végérvényesen eltörölte (ugyanis ezekben az esetekben az ékezet kitétele vagy nem kitétele nem jelentett eltérő hangsúlyozást, így ez ellentmondott az egyértelmű írásmód és a gazdaságosság elvének).

## A tréma
A tréma (diéresis) a magánhangzó fölé helyezett kettőspont (diakritikus jel), amely annak önálló értékű ejtését jelzi. A spanyolban csak az u betűn használják a güe és güi kapcsolatokban annak jelölésére, hogy az kiejtett magánhangzó (pontosabban félhangzó), mivel a gue, gui csoportokban egyébként csak a /g/ hangérték megőrzésére szolgál: például cigüeña /-ˈgwe-/ ’gólya’, lingüística /-ˈgwi-/ ’nyelvtudomány’, ezzel szemben sigue /ˈ-ge/ ’folytat, követ’ és guitarra /gi-ˈ/ ’gitár’.

## Az írásjelek használata
A spanyol helyesírás különlegessége, hogy a kérdő- és felkiáltójeleket a vonatkozó mondatrészek elé is kiteszik 180 fokban megfordítva. Ezt a Spanyol Királyi Akadémia vezette be 1754-ben a mondatok helyes értelmezésének megkönnyítésére, mondván, hogy a szabad szórend miatt sokszor csak a hanglejtésből derül ki a mondat kérdő, felkiáltó vagy kijelentő volta: ¡Son cientos de naves! ’Több száz hajó van!’ ¿Cuál será su suerte? ’Mi lehet a szerencséje?’
A mondatvégi pontot idézetek és zárójeles mondatok esetén a magyarral ellentétben mindig a lezáró idéző- vagy zárójel után írjuk: (Ésta es una frase entre paréntesis). ’(Ez egy zárójelben lévő mondat.)’ «Esta es una cita». ’„Ez egy idézet.” ’ (A magyarral ellentétben a spanyolban a művelt norma szerint csúcsos – vagy latin – idézőjelet használnak.)
A különálló gondolati egységeket a mondaton belül gyakran nem gondolatjelek, hanem vesszők közé teszik: Toda mi familia, inclusive mi hermano, estaba de acuerdo. ’Az egész családom – beleértve a testvéremet is – egyetértett.’
Levélben, megszólítás után nem felkiáltójelet, hanem kettőspontot teszünk, és a levél első mondatát nagy kezdőbetűvel írjuk: Estimada profesora: ’Tisztelt Tanárnő!’, bár a latin-amerikai spanyolban – az angol hatására – elterjedt a kettőspont helyett a vessző használata is.

## A szóösszetételek helyesírása

### Egybeírás–különírás
Az egybeírás és különírás vonatkozásában a következő szabályok az irányadóak.
Egybeírandók
- a képzővel ellátott szavak (például anteayer ’tegnapelőtt’, presentimiento ’előérzet’, rebueno ’nagyon jó’ stb.);
- a -mente határozóképzős szavak (például lentamente ’lassan’, últimamente, ’mostanában’ stb.);
- az igei-névszói összetételek (például cumpleaños ’születésnap’, lavavajillas ’mosogatógép’, rompehielo ’jégtörő’, trabalenguas ’nyelvtörő’ stb.);
- a porque mint kötőszó (’mert’) és a porqué mint főnév (’valaminek a miértje’).
- a határozatlan névmások: adondequiera ’akárhova [is]’, comoquiera ’akárhogy [is]’, cualquiera ’akármelyik/akárki’, cuandoquiera ’akármikor [is]’, dondequiera vagy doquier(a) ’akárhol [is]’, quienquiera ’akárki [is]’.

Ha az összetétel második eleme r-rel kezdődik, akkor ez megkettőződik (például autorradio ’autórádió’, contrarrevolución ’ellenforradalom’, pararrayos ’villámhárító’ stb.).
Különírandók
- a többtagú elöljáró- és határozószók (például a menudo ’gyakorta’, a través de ’keresztül’ stb.);
- a por qué kérdőszó (’miért’);
- a képzőből önállósult melléknév (például la súper chica ’a remek lány’).
- a többtagú kifejezések előtti képzők (például vice primer ministro ’miniszterelnök-helyettes’, ex director general ’volt vezérigazgató’, pre Segunda Guerra Mundial ’második világháborút megelőző’ stb.).

Kötőjellel írandók
- a többtagú melléknevek, nemben és számban az utolsó tagot egyeztetve a jelzett szóval (például la vida económico-política ’a gazdaságpolitikai élet’).

### Két azonos magánhangzó találkozása szóösszetételben
A szóalkotás során keletkezhetnek olyan összetételek, melyek első tagjának (pl. képző) utolsó, illetve második tagjának első magánhangzója azonos, ezért két azonos magánhangzó kerül egymás mellé. Az ilyen szóösszetételeknél bizonyos esetekben megengedett, illetve ajánlott az egyszerűsített írásmód, az alábbi szempontok szerint.
Az egyszerűsített írásmód alkalmazható vagy ajánlott
- azon összetételeknél, melyekben az így keletkezett dupla magánhangzót általában röviden ejtik, és ez nem értelemzavaró: pl. remplazar vagy reemplazar ’kicserélni’, seminconsciente vagy semiinconsciente ’félig tudattalan’, cooperar vagy coperar ’együttműködni’.

Nem alkalmazható az egyszerűsített írásmód
- abban az esetben, ha így a szóösszetétel mást jelentene (tehát értelemzavaró lenne), és ezt a kiejtésben is megkülönböztetik: pl. restablecer ’visszaállít’ =/= reestablecer ’újra létesít/létrehoz’, archilegal ’nagyon törvényes’ =/= archiilegal ’nagyon törvénytelen’.

## Szótagolás, szóelválasztás
Míg a szótagolás (silabeo) és a szóelválasztás (división de palabras) szabályai a magyarban túlnyomórészt egybeesnek, addig spanyolban a kettő között vannak bizonyos eltérések. A követendő főbb szabályok:

### Szótagolás
A spanyol szótagolás alapelvei általánosságban megegyeznek a magyar szabályokkal, vagyis mindig egy mássalhangzót kell átvinni a következő szótagba: ca-mi-no ’út’, lin-da ’szép’, na-tu-ra-le-za ’természet’. A szóöszetételek – amennyiben mindkét tagjuk élő elem, azaz újabb szavak képzésére képes – szótagolhatóak az általános alapelv szerint, illetve szétválaszthatóak az összetétel határánál is: ma-lin-ter-pre-tar vagy mal-in-ter-pre-tar ’félreért, rosszul értelmez’. Nem választhatók szét viszont:
Bonthatatlan csoportok
- kettős- és hármashangzók
- ch, ll, -rr-
- bl, cl, fl, gl, pl
- br, cr, dr, fr, gr, pr, tr

- a kettős- és hármashangzók: a-gua ’víz’, bue-no ’jó’, cien-cia ’tudomány’, deu-da ’adósság’, es-tu-diáis ’tanultok’ stb.;
- az egy hangot jelölő betűkapcsolatok: mu-cho ’sok’, be-lla ’szép’, pe-rro ’kutya’ stb. – kivétel, ha az rr egy -r végű képző (ciber-, hiper-, inter- vagy super-) és egy r- kezdetű szó összetételének eredménye, akkor szétválasztható: ciber-revolución ’internetforradalom’, hiper-realismo, super-rápido ’nagyon gyors’, inter-racial ’fajközi’ stb.
- a bl, cl, fl, gl, (kl), pl és br, cr, dr, fr, gr, (kr), pr, tr szó(tag)kezdő betűpárok: ha-bla-mos ’beszélünk’, fie-bre ’láz’, de-cla-rar ’kijelent’, es-cri-bo ’írok’, po-dré ’tudni fogok’ stb. – kivétel, ha a bl és br csoport képzős szóösszetétel által jött létre, akkor elválasztható: sub-lunar ’a Hold alatt lévő’, sub-rayar ’aláhúz’ stb.

Az x egy írásjel, de valójában két, külön szótagokhoz tartozó mássalhangzót jelöl (például próximo /prók-si-mo/). Mivel írásban elemeire nem bontható, konvencionálisan az alábbi módon kell elválasztani:
- át kell vinni a következő szótagba, ha magánhangzó előtt áll: tó-xi-co ’mérgező’;
- mássalhangzó előtt a szótag végén marad: ex-ce-so ’túllépés’, ex-tra-ño ’különös’.

#### Mássalhangzó-torlódások elválasztása
A fentieket figyelembe véve, az egymást követő mássalhangzók elválasztási szabályai a következők:
- két egymást követő mássalhangzót el kell választani, ha azok külön szótagokhoz tartoznak: ac-to ’tett’, lec-ción ’lecke’, ob-te-ner ’megszerez’, es-pe-ra ’várakozás’ stb.
- három egymást követő mássalhangzó esetén, ha azok között nincs elválaszhatatlan csoport, a harmadikat kell átvinni a következő szótagba (itt jellemzően bs, ds, ls, ns + mássalhangzó kapcsolatáról van szó): abs-te-ner ’tartózkodik’ (szavazáson), cons-ti-tu-ción ’alkotmány’, sols-ti-cio ’napforduló’, de: com-pli-ca-do ’bonyolult’ stb.
- négy egymást követő mássalhangzó esetében az utolsó kettő általában elválaszthatatlan csoportot alkot, így azt kell átvinni a következő szótagba: abs-trac-to ’elvont’, cons-truc-ción ’építmény, szerkezet’ stb.

### Sor végi elválasztás
A sor végi szóelválasztásnál általánosságban a szótagolás fentebb leírt szabályai követendőek. Alapelv, hogy törekedni kell a kiejtésbeli szótaghatároknál történő elválasztásra, azonban – esztétikai megfontolásokból – az alábbi megkötések érvényesek:
Összefoglalva, a sor végi elválasztásnál
- alapvetően a szótagolás fenti szabályait kell alkalmazni, de:
- nem választhatók szét a – kiejtés szerint – egymást követő magánhangzók, illetve
- nem hagyható egyedül egyetlen magánhangzóból álló szótag, kivétel:
- a szó eleji néma h+magánhangzóból álló szótag maradhat a sor végén.

- nem választhatók szét egymás mellett álló magánhangzók, akkor sem, ha nem alkotnak kettős-/hármashangzót: poe- ma ’költemény’, de- caer ’visszaesik’;
- nem hagyható a sor végén vagy a következő sor elején egyetlen magánhangzóból álló szótag; ez alapján például a következő szavak nem választhatók el annak ellenére, hogy két vagy három szótagból állnak: agua ’víz’, área ’terület’, oír ’hallani’ stb.

#### A némahviselkedése elválasztáskor
Különleges elbírálásban részesül a néma h-t tartalmazó szavak elválasztása, amire az alábbi konvencionális szabályok vonatkoznak:
- a szó belsejében lévő néma h-t úgy kell tekinteni, mintha írásban sem létezne: anhe- lo (nem *a- nhe- lo – az egymagánhangzós szótag elve miatt – és nem is an- he- lo – a kiejtés szerinti szótagolás alapelve miatt) ’vágy’, vihue- la (nem *vi- hue- la – az egymást követő magánhangzók szétválaszthatatlanságának elve miatt) stb.;
- a szó eleji néma h úgy tekintendő, mintha kiejtett mássalhangzó lenne: he- re- de- ro ’örökös’, ho- ra ’óra’ stb.
- azok a szóösszetételek, amelyek első eleme élő képző, a második pedig néma h-val kezdődik, az összetétel határánál – a szótagolás alapelveit alkalmazva – szétválaszthatóak: des- hacer ’visszacsinál’, co- habitación ’együttlakás’, in- humano ’embertelen’ stb. Ez a szabály nem alkalmazható a latinból örökölt, nem az élő nyelvben képzett összetételekre.

## A rövidítések, betűszók és mozaikszók helyesírása
A rövidítések (abreviaturas) és betűszók (siglas) helyesírási normája nagy részben egyezik a magyar szabályokkal, azonban itt is vannak sajátos eltérések.
A kis- és nagybetűs rövidítések után is pontot tesznek (például a. C. = antes de Cristo ’Krisztus előtt’, S. M. = Su Majestad ’Őfelsége’). A többes számú kifejezések, nevek rövidítésében a többes számot a betűk megkettőzésével jelzik (például EE. UU. = Estados Unidos ’Egyesült Államok’, pp. = páginas ’oldalak’). A gyakran használt szavakat és kifejezéseket – főként címzésekben, számlákon stb. – rövidíthetik a pont helyett törtvonallal is (például s/c = su cuenta ’számlája’, c/ = calle ’utca’).
A betűszókat (a magyarhoz hasonlóan) pont nélkül írják (például la ONU = Organización de las Naciones Unidas ’az ENSZ’). A betűszók többes számát a helyesírás nem jelöli (például los CD – kiírva: los cedés – ’a CD-k’, tres DVD – kiírva: tres deuvedés – ’három DVD’); az angol hatásra egyre inkább terjedő ’s írásmód a betűszók többes számának jelölésére helytelen és kerülendő (los *CD’s, tres *DVD’s).
Megszólítások, titulusok, tisztségek, gyakran használt személynevek rövidítéseit nagy kezdőbetűvel és ponttal írják, a nőnemű vagy egyéb flexiós végződést lehet a pont után felső indexbe tenni – ezek az ún. letras voladas, azaz „lebegőbetűk” – (például Sr. = señor ’úr’, Sra. vagy Sr.a = señora ’asszony/úrhölgy’, Dr. = doctor ’doktor’, Dra. vagy Dr.a = doctora ’doktornő’, Exc.mo = excelentísimo ’mélyen tisztelt’, M.a = María stb.). Hasonlóképpen rövidíthetőek a sorszámnevek (például 1.er libro ’1. könyv’, 2.do número ’2. szám’, 5.ta edición ’5. kiadás’ stb.)
A főnévként önállósult betűszók, mozaikszók (acrónimos) kisbetűvel írandók (például sida = síndrome de inmunodeficiencia adquirida ’AIDS’, talgo = tren articulado ligero Goicoechea Oriol ’Goicoechea–Oriol könnyű csuklós vonat’).

## Az idegen szavak és nevek írása
A latin betűs nyelvek szavait (a magyar szabályozáshoz hasonlóan) az eredeti formájukban írják, kivétel a már meghonosodott szavakat, amelyekre adaptálják a spanyol fonetikai–helyesírási szabályokat (például güisqui, ’whisky’, vatio ’watt’, yogur ’joghurt’ stb.). Az akadémiai ajánlás szerint a nem meghonosodott idegen szavakat, melyek írása nem alkalmazkodik a spanyol helyesírási elvekhez, dőlt betűvel ajánlott írni a spanyol mondatokban.
A nem latin ábécét használó nyelvek szavai, nevei átírásának alapelve az, hogy azok a spanyol helyesírási-fonetikai szabályokhoz alkalmazkodjanak, és minél jobban megközelítsék az eredeti kiejtést. Mindazonáltal a 2010-es akadémiai szabályozás nem tér ki részleteiben arra, hogy egyes, a spanyolban nem létező hangok átírásakor milyen szabályokat kell követni, csupán egy-egy ilyen hangra utal, mint pl. a ’dzs’, melynek átírására az Y betűt kell használni (pl. Tayikistán, Yibuti).

## A számok, dátumok és a keltezés helyesírási szabályai

### A számnevek írása
A tőszámnevek (numerales cardinales) 29-ig egybe- (például dieciséis ’16’, veintinueve ’29’), 31-től felfelé pedig hagyományosan különírandók, az egyeseket a tízesekhez az y szócskával kapcsolva (például treinta y tres ’33’, mil novecientos noventa y nueve ’1999’); azonban – bár a művelt normában még nem túl elterjedtek – elfogadottak az egybeírt alakok is, melyekben az y kötőszó -i-vé alakul: treintaicinco ’35’, cincuentaiocho ’58’. Hibás viszont és kerülendő írásban az -i- előtti magánhangzó elhagyása (pl. *cuarenticinco a cuarentaicinco ’45’ helyett), még akkor is, ha a folyamatos beszédben inkább így ejtik egyes területeken.
A sorszámnevekben (numerales ordinales) az egyesek és tízesek a ’huszonkilencedik’-ig egybe- és külön is írhatók, de az egybeírt alakok ajánlottak; míg a ’harmincadik’ felett hagyományosan és a művelt normában különírandók, bár nem hibáztatható az egybeírásuk sem (pl. cuadragésimo segundo – ajánlott – vagy cuadragesimosegundo – elfogadott – ’negyvenkettedik’). Az egybeírt alakok esetén nemben és számban csak az összetétel második tagja egyezik az őt követő főnévvel, és az első tagról a hangsúlyt jelölő ékezet elmarad (például vigesimoquinta página ’huszonötödik oldal’), a különírt alaknál mindkét tag egyezik nemben és számban a jelzett szóval (vigésima quinta página). Az ezres, milliós és billiós sorszámnevek a szórzóikkal mindig egybeírandók (például cienmilésimo ’százezredik’, quinientosmillonésimo ’ötszázmilliomodik’ stb.).
A törtszámnevek (numerales fraccionarios vagy partitivos) képzésénél az alapszabály, hogy mindig egy szóként írandók, természetesen a spanyol helyesírás alapelveinek betartásával (például treceavo ’tizenharmad’, dieciseisavo ’tizenhatod’, cincuentaisieteavo ’ötvenheted’, milquinientosesentaitresavo ’ezerötszázhatvanharmad’ stb.). Az összetételekben az egymás kellé kerülő azonos magánhangzók közül az egyik kiesik (például treinta+avo → treintavo); ahol pedig két s kerülne egymás mellé, ott az egyik szintén kiesik (például trescientosetentavo ’háromszázhetvened’).
A számjegyekkel leírt számok ezres csoportjait, az olvasás megkönnyítése érdekében – a magyarhoz hasonlóan – kisszóközzel választják el egymástól: pl. 50 000, 12 345 678; ez azonban nem alkalmazható a számozásnál, illetve az évszámoknál: ezek számjegyeit mindig szóköz nélkül kell írni. A nem egész részek elválasztására a tizedesvessző és a tizedespont is megengedett (pl. 3,14 vagy 3.14). Az előbbit használják hagyományosan, illetve Spanyolországban és Dél-Amerikában, míg az utóbbit – talán angol hatásra – Mexikóban, a karibi országokban és Közép-Amerikában, illetve az Egyesült Államok latinsága. A számok kétféle – számjegyes és betűs – írásának vegyítése a szövegben nem ajánlott, kivétel a milliók, billiók (stb.) kifejezésénél megengedett (*154 mil, helyesen: ciento cincuenta y cuatro mil vagy 154 000; illetve 20 millones vagy 20 000 000).

### A dátum és a keltezés
A spanyol dátum kifejezésére három formula lehetséges. Az ajánlott és legelterjedtebb a magyarhoz képest fordított sorrendben írott (nap, hónap, év), ahol a nap a hónaphoz, illetve a hónap az évhez a de szócskával kapcsolódik (például 17 de noviembre de 2007), ezt növekvő sorrendű dátumnak nevezik. Bár Latin-Amerikában használatos a második, a hónap, nap, év sorrend is (pl. noviembre 27 de 2010), ez nem ajánlott, egyrészt, mivel anglicizmus, másrészt, a számmal való írásánál súlyos félreértésekre adhat okot az eltérő területekről származó spanyol nyelvűek számára (pl. a 2.11.2010-ként írt dátumot lehet úgy érteni, hogy ’2010. február 11-e’, de úgy is, hogy ’2010. november 2-a’!). Az Nemzetközi Szabványügyi Szervezet (ISO) egy harmadik, a magyar dátumozási szokásnak megfelelő, azaz csökkenő sorrendet ajánl, melynek előnye, hogy nemzetközileg egységes; ez azonban spanyol szövegekben csak a dátum számokkal történő kifejezésénél használható (pl. 2010.11.27 → olvasd: 27 de noviembre de 2010).
A dátumokat rövidíteni lehet kötőjellel, perjellel és ponttal is; ebben az esetben a napokat és az éveket arab számmal, a hónapokat lehet római számmal is írni (például 17-11-2007, 17-XI-2007, 17.11.2007 stb.). Az évnél megengedett csak az utolsó két számjegy feltüntetése (pl. 17-11-07); az egyszámjegyű napoknál és hónapoknál a ’0’ elhagyása ajánlott (pl. 26-8-1971, 8.3.2007 stb.), azonban azt mindig ki kell írni az ISO-dátumformátum használatánál (pl. 2011-05-09).
A dokumentumok végén a keltezést (aláírásnál) a magyarhoz hasonlóan a hely előzi meg, melyet vesszővel kell elválasztani a dátumtól (például Ciudad de México, 17 de noviembre de 2007. ’Mexikóváros, 2007. november 17.’).
Az évek és az évtizedek írásánál az első két számjegy elhagyható (pl. en el año 95 ’az 1995-ös évben’, los años 20 (veinte) ’a 20-as évek’ stb.). Az évek és évtidezedek rövidített számmal történő kifejezésénél nincs aposztróf az évszám előtt, és az évtizedet jelölő számnév pedig mindig egyes számban áll; az aposztrófozás, valamint az évtizedet jelölő számnév többes számú használata anglicizmus, a spanyolban hibás és kerülendő (pl. *años ’90 / ’90s / 90s – helyesen: años 90, olvasd: años noventa, nem pedig años *noventas).

## Spanyol ajkúak gyakori helyesírási hibái, hiperkorrekciók
Az érdekesség kedvéért az alábbiakban felsorolunk néhány igen gyakori helyesírási tévesztést (rossz beidegződést), amelyek a spanyol anyanyelvűeknél – iskolázottságtól, képzettségtől függetlenül – rendszeresen előfordulnak. E tévesztések oka legnagyobb részben a homofónia (azonos hangzás), kisebb mértékben a nyelvi analógia és az ún. népi etimológia (példáinkban a helytelen írásképet *-gal jelöltük):
- az a ver (’lássuk, hadd nézzem’) kifejezés helyett habert (segédige) írnak (például *haber, ¿qué pasa? ’lám, mi történik?’)
- összetévesztik az a elöljárószót az ha (→haber) segédigével (például te lo vengo *ha decir… ’azért jövök, hogy elmondjam neked…’)
- keverik az hecho (→hacer ’csinál’), valamint echo, echar (’vet’) igét, sokszor tévesen *hechart írnak;
- eltévesztik az haya, hayas stb. (→haber) és halla, hallas stb. (→hallar ’lel’), illetve a vaya (→ir, ’megy’) és valla (’plakát’) szavak helyesírását (például que te *valla bien ’minden jót neked’);
- összetévesztik az has (→haber) és haz (→hacer) igealakokat, illetve a ves (→ver) és vez szavakat (például ¿*Haz visto esto? ’Láttad ezt?’, ya *vez… ’na, látod…’);
- helytelenül használják a porque (’mert’), por qué (’miért?’), por que (’amiért’) és porqué (’valaminek a miértje’) kifejezéseket (porque helyett *por que, por qué helyett *porqué stb.);
- gyakori tévesztés a díselo (’mondd meg neki azt’) helyett *dícelo írása, amelynek oka, hogy a di+se+lo (felszólító igealak + dupla simulónévmás) összetételt tévesen a jelen idejű dice (’ő mondja’) alakból vezetik le, ami írásban sokkal gyakoribb;

Iskolázatlanabb beszélőknél ennél jóval több hiba előfordul, sokszor nem létező szavakat „alkotnak”: például *habeces az a veces ’néha’ helyett (valószínűleg az a ver / haber típusú tévesztés analógiájára), *hací az así ’így/úgy’ helyett (talán az hacer ige hatására), sokszor nem ismerik a C/S/Z használatát (*conosco, *empesar, *(h)aser, *decear stb.), a -se simulónévmás helyett -ce-t írnak (*diviértance, valószínűleg a -ce végű főnevekkel keverik) stb.
Míg a helyesírási hiba általában nem tudatos tévesztés, addig a hiperkorrekció ennek ellenkezője, vagyis a beszélő tévesen helytelennek ítél egy bizonyos, szokatlan írásképet, így megpróbálja „kijavítani” azt, s ezáltal lesz hibás. Főleg az iskolázott, illetve a nyelvjárási beszélőknél fordul elő. Néhány jellemző példa (zárójelben a helyes írásképpel): *axfisia (asfixia), *conección (conexión), *descidir (decidir), *desilución (desilusión), *dictongo (diptongo), *ecléptico (ecléctico), *eccena (escena), *objecto vagy *ojebto (objeto) stb.

## A 2010-es akadémiai helyesírás
Az új akadémiai helyesírás, a 2010 decemberében kiadott Ortografía de la lengua española az előző, 1999-ben megjelent 182 oldalas kiadáshoz képest jóval részletesebb és átfogóbb, nem csupán helyesírási szabályzat és ajánlás, hanem egyben írástörténeti összefoglaló mű is. A 800 oldalas kötet részletesen foglalkozik olyan kérdésekkel, melyekre az eddigi akadémiai kiadványok nem tértek ki, így például az idegen szavak és nevek helyesírása, a problémás kifejezések írása. Az ajánlott normák leírása mellett kiegészítő (írás- és nyelvtörténeti) információkat, példákkal illusztrált orientáló jellegű hasábokat is tartalmaz. A kötet az íráshoz kapcsolódó fonetikai és fonológiai kérdésekkel is foglalkozik, emellett érdekességeket is olvashatunk, mint például a latin és a spanyol ábécé betűinek kialakulása, elnevezésük eredete.
A kiadvánnyal új ajánlásokat is bevezettek, melyekkel az eddigi ingadozások és következetlenségek kiküszöbölése volt a cél. Az ábécéből kikerültek az egy-egy külön hangot jelölő ch és ll digráfok, amivel az Akadémia két következetlenséget is megszüntetett: egyrészt ezek 1994 óta már nem számítottak önálló betűknek a szótári betűrendbe sorolás szempontjából (tehát a ch-val kezdődő szavakat a ce- és a ci-, az ll-lel kezdődőeket pedig a li- és a lo- kezdetű szavak között szerepeltették a szótárak és lexikonok), másrészt pedig a gu (e, i előtt), qu és az rr (magánhangzók között) szintén egyetlen hangot jelölő digráfok, mégsem szerepeltek soha külön betűkként a spanyol ábécében. Az új ajánlás Y elnevezéseként i griega (’görög i’) helyett a ye alakot részesíti előnyben azzal érvelve, hogy az utóbbinál nem szükséges az egyértelműsítés, hogy megkülönböztesse az i (latina) betűtől.
Egyes betűk használatára is megfogalmaztak új ajánlásokat, így például az -y nem állhat szóvégi helyzetben mássalhangzó után, még idegen szavakban sem (tehát például az angolból átvett sexy szó csak sexi alakban helyes); a q pedig nem állhat önállóan a [k] hang jelölésére idegen szóban vagy földrajzi névben, helyette k írandó (pl. Irak és nem *Iraq). A spanyolban meg nem tűrt mássalhangzó-csoportokat tartalmazó idegen (főleg az angolból átvett) szavakat az új ajánlás szerint olyan formára kell hozni, melyek illeszkednek a nyelv hangrendszerébe, ha pedig ez nem lehetséges, az „nyers idegen átvételnek” minősül, ezért dőlt betűvel kell írni.

## Külső hivatkozások
- (spanyolul) Az 1999-es Ortografía szabadon letölthető nyomtatott változata
- (spanyolul) Az 1741-es Orthographia a Cervantes Virtuális Könyvtárban
- (spanyolul) Real Academia Española (RAE)
- (spanyolul) Asociación de Academias de la Lengua Española (ASALE)
- (spanyolul) Diccionario de la lengua española (DRAE)
- (spanyolul) Diccionario panhispánico de dudas Archiválva 2009. február 17-i dátummal a Wayback Machine-ben (DPD)
- (spanyolul) Online spanyol szótagoló és fonetikai átíró program